# Organización de Ayuda Educativa en Español
La Organización de Ayuda Educativa en Español (OAEE) es una entidad sin fines de lucro establecida en mayo de 2021 en Puebla, México. Su objetivo principal es identificar, evaluar y recomendar recursos educativos gratuitos en lengua española, con el propósito de facilitar el acceso a materiales didácticos de calidad para estudiantes y docentes hispanohablantes.

## Historia
La OAEE surgió ante la necesidad de contar con información confiable y gratuita sobre la elaboración de trabajos académicos, proyectos y estudios científicos, especialmente en áreas como el estilo APA, diagramación, mapas conceptuales y organigramas. En respuesta a esta carencia, un grupo de estudiantes y profesionales fundó la organización para apoyar y reconocer sitios web que cumplieran con estándares de calidad validados por un panel de expertos en el ámbito educativo.

## Misión y objetivos
La misión de la OAEE es dar visibilidad y credibilidad a plataformas web que ofrezcan contenido formativo en español, garantizando su gratuidad y rigor académico.
Los objetivos específicos incluyen:
1. Evaluar y certificar recursos didácticos conforme a criterios de calidad y accesibilidad.
2. Otorgar el “Sello de Garantía OAEE” a sitios que demuestren aportes significativos a la educación gratuita.
3. Promover la creación de contenidos en español validados por académicos.

## Estructura organizativa
La OAEE opera bajo una Comisión Coordinadora, compuesta por:
Presidente y Fundador:
- Carlos Flores Arévalo, escritor y consultor SEO profesional.

Panel de Evaluación Académica:
- María del Rosario Duran Valdés – Licenciada en educación preescolar.
- María de los Ángeles Esparza Duran – Licenciada en educación preescolar.
- Edgar Tovar Duran – Licenciado en Educación Física.

Revisores:
- Jazmin Paola – Especialista en bioquímica y biología molecular.
- Mich Flores – Estudiante de Licenciatura en Ciencias Biológicas.
- Mich Esther – Licenciada en Biología.

## Actividades y reconocimientos
Desde su fundación, la OAEE ha publicado convocatorias bianuales para la certificación de sitios educativos. El “Sello de Garantía OAEE” se concede tras un proceso de auditoría de contenidos y pruebas de usabilidad, con el fin de garantizar la fiabilidad y gratuidad de los recursos evaluados.

## Miembros afiliados
En 2021, la OAEE certificó como miembros fundadores a tres plataformas, en 2022, se afilio una nueva plataforma y este 2024, ingreso un nuevo miembro tras un proceso de revisión de sus contenidos académicos y cumplimiento de las pautas de recursos educativos gratuitos en español.
La OAEE cuenta con varios miembros oficiales afiliados, entre ellos:
1. Organigramas.com.es – Sitio especializado en organigramas y diagramas profesionales.
2. APA en Español – Portal en español del estilo APA, con recursos gratuitos como herramientas para generar citas y referencias.
3. Mapa Conceptual – Plataforma de mapas conceptuales para diversos niveles académicos y profesionales.
4. Becas Internacionales – Portal que proporciona información y recursos sobre convocatorias y requisitos para obtener becas internacionales.
5. Libro SEP – Portal de recursos educativos en español, incluyendo el catálogo oficial de libros de texto gratuitos de la SEP para México.
6. Educación Perú – Portal de recursos educativos en español, con el catálogo oficial de libros de texto del Ministerio de Educación de Perú.

## Recursos y publicaciones
La OAEE mantiene un repositorio en línea con guías, plantillas y herramientas gratuitas, accesibles desde su página oficial. Además, publica un boletín informativo mensual con novedades sobre nuevos sitios certificados y buenas prácticas en la creación de contenidos educativos en español.